# Danmarks B-fodboldlandshold
Danmarks B-herre-fodboldlandshold eller B-landsholdet var et hold under Dansk Boldspil-Union (DBU), udvalgt blandt alle danske herre-fodboldspillere til at repræsentere Danmark i venskabskampe mod andre nationale fodboldforbunds udvalgte hold - ofte også B-landshold.
Holdet var aktivt i perioden 1952 til 1996, med hidtil sidste kamp på udebane mod Sverige på Rimnersvallen den 13. august 1996.